# Unione Calcio Sampdoria 1997-1998
Questa voce raccoglie le informazioni riguardanti l'Unione Calcio Sampdoria nelle competizioni ufficiali della stagione 1997-1998.

## Stagione

Giuseppe Signori, neoacquisto del mercato autunnale: l'attaccante deluse le attese, con soli 3 gol in maglia blucerchiata.

Nella stagione 1997-1998 la Sampdoria disputa il massimo campionato nazionale, raccogliendo 48 punti che valgono l'ottava posizione finale.
La stagione inizia con l'argentino César Luis Menotti in panchina, dopo che il presidente Enrico Mantovani era stato molto vicino a concludere un accordo con l'ex romanista Paulo Roberto Falcao. El Flaco venne chiamato a sostituire lo svedese Sven-Göran Eriksson, approdato alla Lazio. La campagna acquisti sembra promettente: vengono ingaggiati il difensore Hugo dal Braga, i centrocampisti Alain Boghossian dal Napoli e Alessio Scarchilli dal Torino, e gli attaccanti Sandro Tovalieri dal Cagliari, Jürgen Klinsmann dal Bayern Monaco e la meteora Daniele Dichio dal Queens Park Rangers.
Di contro, nonostante le tante offerte arrivate per i gioielli di casa (in particolare Vincenzo Montella, Siniša Mihajlović e Christian Karembeu, quest'ultimo cercato insistentemente dal Real Madrid), sembra che nessun titolarissimo possa lasciare la squadra. Lasciò però la squadra dopo 15 anni la bandiera Roberto Mancini che si accordo a parametro zerocon la Lazio e raggiunse il suo ex allenatore Eriksson nella Capitale; per sostituirlo, i doriani ingaggiano dall'Independiente Ángel "Matute" Morales per 8 miliardi di lire.
L'inizio della squadra di Menotti è positivo: nelle prime quattro giornate arrivano due vittorie contro Vicenza e Atalanta e due pareggi contro Brescia e Juventus (soltanto due gol nel finale di Dario Hubner e Filippo Inzaghi impediscono alla squadra di fare bottino pieno). In seguito, tuttavia, qualcosa si inceppa e i blucerchiati otterranno tre brutte sconfitte contro Udinese, Milan e Lazio nonché l'eliminazione dalla Coppa UEFA per mano dell'Athletic Club. Menotti chiederà dei rinforzi di mercato, che la società non ritenne necessari; di conseguenza, il tecnico argentino decise di lasciare Genova.
A quel punto, con i sampdoriani a metà classifica con 11 punti in otto partite, si optò per il ritorno in panchina dal serbo Vujadin Boskov; il cambio dà la scossa e la squadra chiude il girone di andata a 27 punti, ancora in corsa per un piazzamento in zona UEFA. A gennaio però viene ceduto Karembeu al Real Madrid e il francese non viene sostituto; lasciano il club anche Klinsmann, Tovalieri e Morales mentre vengono ingaggiate le punte d'esperienza François Omam-Biyik e Giuseppe Signori, che tuttavia delusero le aspettative. Nel girone di ritorno la Sampdoria ha un calo che compromette l'obiettivo stagionale, con cinque sconfitte di fila tra febbraio e marzo; il Doria chiude la stagione con l'ottava posizione finale, proprio dove l'aveva lasciata Menotti, e fuori dalle Coppe europee.
Conferma in attacco di Vincenzo Montella anche in questa stagione autore di oltre venti centri. In Coppa Italia la Samp entra in scena nel secondo turno eliminando il Torino, ma nel terzo turno esce dal torneo per mano del Milan.

## Divise e sponsor

Moreno Mannini (a destra) impegnato nella trasferta di Milano con la seconda divisa biancocerchiata.

| Casa | Trasferta | Terza divisa | Cinquantenario |

## Rosa
| N. |                       | Ruolo | Calciatore          |
| -- | --------------------- | ----- | ------------------- |
| 1  | Italia (bandiera)     | P     | Fabrizio Ferron     |
| 2  | Italia (bandiera)     | D     | David Balleri       |
| 3  | Portogallo (bandiera) | D     | Hugo                |
| 4  | Italia (bandiera)     | C     | Marco Franceschetti |
| 5  | Italia (bandiera)     | D     | Moreno Mannini      |
| 6  | Italia (bandiera)     | D     | Marcello Castellini |
| 7  | Italia (bandiera)     | D     | Emanuele Pesaresi   |
| 8  | Francia (bandiera)    | C     | Pierre Laigle       |
| 9  | Italia (bandiera)     | A     | Vincenzo Montella   |
| 10 | Argentina (bandiera)  | C     | Ángel Morales       |
| 11 | Jugoslavia (bandiera) | D     | Siniša Mihajlović   |
| 12 | Italia (bandiera)     | P     | Marco Ambrosio      |
| 13 | Italia (bandiera)     | A     | Sandro Tovalieri    |
| 14 | Francia (bandiera)    | C     | Alain Boghossian    |
| 15 | Italia (bandiera)     | C     | Fausto Salsano      |
| 16 | Francia (bandiera)    | C     | Christian Karembeu  |
| 17 | Italia (bandiera)     | D     | Alessandro Lamonica |

| N. |                        | Ruolo | Calciatore           |
| -- | ---------------------- | ----- | -------------------- |
| 18 | Germania (bandiera)    | A     | Jürgen Klinsmann     |
| 19 | Italia (bandiera)      | C     | Simone Vergassola    |
| 20 | Argentina (bandiera)   | C     | Juan Sebastián Verón |
| 21 | Italia (bandiera)      | C     | Alessio Scarchilli   |
| 22 | Italia (bandiera)      | P     | Giovanni Sannino     |
| 23 | Inghilterra (bandiera) | A     | Daniele Dichio       |
| 24 | Senegal (bandiera)     | D     | Oumar Dieng          |
| 25 | Italia (bandiera)      | C     | Nicola Zanini        |
| 26 | Italia (bandiera)      | A     | Andrea Pierotti      |
| 27 | Brasile (bandiera)     | A     | Paco Soares          |
| 28 | Italia (bandiera)      | C     | Davide Vagnati       |
| 29 | Italia (bandiera)      | A     | Giuseppe Signori     |
| 30 | Italia (bandiera)      | D     | Stefano Nava         |
| 31 | Camerun (bandiera)     | A     | François Omam-Biyik  |
|    | Italia (bandiera)      | C     | Simone Sinagra       |
|    | Italia (bandiera)      | A     | Giovanni Piredda     |

## Risultati

### Serie A

#### Girone di andata
| Arbitro: | Treossi (Forlì) |

|                              |           |               |
| Boghossian 10’ Tovalieri 85’ | Marcatori | 53’ Di Napoli |

| Arbitro: | Collina (Viareggio) |

|                     |           |                                  |
| Hubner 4’, 76’, 84’ | Marcatori | 54’ Boghossian 74’, 80’ Montella |

| Arbitro: | Pairetto (Nichelino) |

|  |           |                         |
|  | Marcatori | 13’ Laigle 64’ Montella |

| Arbitro: | Boggi (Salerno) |

|             |           |                |
| Morales 16’ | Marcatori | 92’ F. Inzaghi |

| Arbitro: | Ceccarini (Livorno) |

|                                    |           |                             |
| Calori 8’ Bierhoff 35’ 47’ Pierini | Marcatori | 26’ Montella 39’ Boghossian |

| Arbitro: | Bettin (Padova) |

|                                        |           |                    |
| Tovalieri 44’, 74’ Montella 52’ (rig.) | Marcatori | 47’ (rig.) Dionigi |

| Arbitro: | Trentalange (Torino) |

|  |           |                         |
|  | Marcatori | 75’, 81’ Weah 87’ Ziege |

| Arbitro: | Pellegrino (Barcellona Pozzo di Gotto) |

|                                           |           |  |
| Marcolin 25’ (rig.) Nedved 65’ Boksic 87’ | Marcatori |  |

| Arbitro: | Pin (Conegliano) |

|                |           |  |
| Mihajlovic 84’ | Marcatori |  |

| Arbitro: | Racalbuto (Gallarate) |

|                                    |           |                          |
| R. Baggio 15’ (rig.) Paramatti 48’ | Marcatori | 57’ Laigle 76’ Klinsmann |

| Arbitro: | Treossi (Forlì) |

|                     |           |            |
| Montella 31’ (rig.) | Marcatori | 9’ Ronaldo |

| Arbitro: | Tombolini (Ancona) |

|                                                  |           |                  |
| Tonetto 25’ Martuscello 40’, 54’ C. Esposito 65’ | Marcatori | 9’ Franceschetti |

| Arbitro: | Borriello (Mantova) |

|                                                                              |           |                                         |
| Boghossian 35’ Montella 42’ (rig.), 61’, 90’ (rig.) Klinsmann 73’ Laigle 76’ | Marcatori | 15’ C. Bellucci 70’ Protti 78’ Rossitto |

| Arbitro: | Messina (Bergamo) |

|              |           |              |
| Batistuta 7’ | Marcatori | 78’ Montella |

| Arbitro: | Rodomonti (Teramo) |

|                                                               |           |                  |
| Montella 5’ Signori 26’, 83’ Vergassola 23’ Thuram 49’ (aut.) | Marcatori | 54’, 58’ Maniero |

| Arbitro: | Bettin (Padova) |

|              |           |                               |
| M. Rossi 93’ | Marcatori | 12’, 51’ Montella 77’ Signori |

| Arbitro: | Trentalange (Torino) |

|                |           |                    |
| Mihajlovic 33’ | Marcatori | 26’ (aut.) Mannini |

#### Girone di ritorno
| Arbitro: | Boggi (Salerno) |

|           |           |           |
| Zauli 27’ | Marcatori | 18’ Veron |

| Arbitro: | Pellegrino (Barcellona Pozzo di Gotto) |

|                                    |           |          |
| Bia 18’ (aut.) Montella 36’ (rig.) | Marcatori | 50’ Neri |

| Arbitro: | Ceccarini (Livorno) |

|                               |           |  |
| Mihajlovic 65’ Boghossian 79’ | Marcatori |  |

| Arbitro: | Rodomonti (Teramo) |

|                                         |           |  |
| Del Piero 5’ F. Inzaghi 11’ Fonseca 78’ | Marcatori |  |

| Arbitro: | Tombolini (Ancona) |

|  |           |                                       |
|  | Marcatori | 36’, 61’ (rig.) Jorgensen 86’ Statuto |

| Arbitro: | Serena (Bassano del Grappa) |

|             |           |  |
| Murgita 47’ | Marcatori |  |

| Arbitro: | Borriello (Mantova) |

|           |           |  |
| Ziege 38’ | Marcatori |  |

| Arbitro: | Messina (Bergamo) |

|  |           |                                      |
|  | Marcatori | 1’ Jugovic 54’ Nedved 66’, 81’ Fuser |

| Arbitro: | Bettin (Padova) |

|  |           |              |
|  | Marcatori | 30’ Montella |

| Arbitro: | De Santis (Tivoli) |

|                        |           |                         |
| Montella 14’ Veron 49’ | Marcatori | 55’, 69’, 82’ Andersson |

| Arbitro: | Boggi (Salerno) |

|                                        |           |  |
| Hugo 50’ (aut.) Sartor 53’ Ronaldo 88’ | Marcatori |  |

| Arbitro: | Bolognino (Milano) |

|                              |           |  |
| Montella 41’, 85’ Laigle 93’ | Marcatori |  |

| Arbitro: | Rosetti (Torino) |

|  |           |                               |
|  | Marcatori | 33’ (aut.) Crasson 87’ Laigle |

| Arbitro: | Bettin (Padova) |

|                   |           |  |
| Montella 38’, 77’ | Marcatori |  |

| Arbitro: | Rossi (Ciampino) |

|                        |           |                         |
| Chiesa 35’ Sensini 79’ | Marcatori | 66’ Paco 87’ Boghossian |

| Arbitro: | Nucini (Bergamo) |

|                |           |           |
| Scarchilli 60’ | Marcatori | 73’ Cozza |

| Arbitro: | Bolognino (Milano) |

|                            |           |  |
| Totti 24’ Delvecchio 90+1’ | Marcatori |  |

### Coppa Italia
| Arbitro: | Tombolini (Ancona) |

|                  |           |              |
| Ferrante 7’, 15’ | Marcatori | 53’ Montella |

| Arbitro: | Braschi (Prato) |

|                         |           |              |
| Tovalieri 33’, 35’, 67’ | Marcatori | 16’ Ferrante |

| Arbitro: | Treossi (Forlì) |

|                                 |           |                              |
| Weah 63’ Maini 75’ Kluivert 90’ | Marcatori | 20’ Tovalieri 43’ Boghossian |

| Arbitro: | Braschi (Prato) |

|                |           |                              |
| Mihajlović 19’ | Marcatori | 65’ Leonardo 82’ (rig.) Cruz |

### Coppa UEFA
| Arbitro: | Çakar |

|                |           |                         |
| Boghossian 74’ | Marcatori | 19’ Ríos 62’ Larrainzar |

| Arbitro: | Batta |

|                                   |           |  |
| Larrazabal 40’ (rig.) Ziganda 46’ | Marcatori |  |